# Эстлунд, Конни
Ко́нни Э́стлунд (швед. Connie Östlund; 22 февраля 1960 — 27 октября 2023) — шведский кёрлингист.
В составе мужской сборной Швеции участник двух чемпионатов мира (лучший результат — бронзовые призёры в 1984), чемпионата Европы 1985 (серебряные призёры). Двукратный чемпион Швеции среди мужчин. В составе мужской сборной ветеранов Швеции участник двух чемпионатов мира (лучший результат — серебряные призёры в 2014).
В 2015 введён в Зал славы шведского кёрлинга (швед. Stora Curlare).
Играл в основном на позиции четвёртого, неоднократно был скипом команды.

## Достижения
- Чемпионат мира по кёрлингу среди мужчин: бронза (1984).
- Чемпионат Европы по кёрлингу: серебро (1985).
- Чемпионат Швеции по кёрлингу среди мужчин: золото (1982, 1985).
- Чемпионат мира по кёрлингу среди ветеранов: серебро (2014), бронза (2012).

## Команды
| Сезон   | Четвёртый     | Третий          | Второй           | Первый              | Запасной                      | Турниры           |
| ------- | ------------- | --------------- | ---------------- | ------------------- | ----------------------------- | ----------------- |
| 1981—82 | Конни Эстлунд | Тони Энг        | Хенрик Хольмберг | Anders Svennerstedt |                               | ЧШМ 1982          |
| 1981—82 | Сёрен Гран    | Конни Эстлунд   | Никлас Ярунд     | Тони Энг            |                               | ЧМ 1982 (4 место) |
| 1983—84 | Конни Эстлунд | Пер Линдеман    | Карл фон Вендт   | Бо Андерссон        |                               | ЧМ 1984           |
| 1984—85 | Конни Эстлунд | Пер Линдеман    | Карл фон Вендт   | Бо Андерссон        |                               | ЧШМ 1985          |
| 1985—86 | Конни Эстлунд | Пер Линдеман    | Бо Андерссон     | Göran Åberg         |                               | ЧЕ 1985           |
| 2011—12 | Конни Эстлунд | Morgan Fredholm | Ларс Линдгрен    | Glenn Franzén       | Stig Sewik тренер: Stig Sewik | ЧМВ 2012          |
| 2013—14 | Конни Эстлунд | Morgan Fredholm | Ларс Линдгрен    | Glenn Franzén       | Lennart Carlsson              | ЧМВ 2014          |

(скипы выделены полужирным шрифтом)

## Частная жизнь
Его жена — шведская кёрлингистка, чемпионка Швеции Битте Берг-Эстлунд, их дочь — шведская кёрлингистка, чемпионка Швеции и мира Сесилия Эстлунд.